# 詹姆斯·坎农
詹姆斯·帕特里克·坎农（英語：James Patrick Cannon；1890年2月11日—1974年8月21日），美国共产主义活动家，国际托洛茨基主义运动领袖。他曾参与创建美国共产党、美国社会主义工人党和第四国际。

## 参加早期共产主义运动
1890年，他出生于美国堪萨斯州罗斯代尔。1908年，加入美国社会党。1911年，加入世界产业工人联盟（简称世界产联）。其间受到世界产联高层领导人、1912年—1914年美国中西部地区的世界产联组织者比尔·海伍德的亲自培养。
1914年—1918年，基于无产阶级国际主义立场而反对第一次世界大战，并支持俄国十月革命。1919年，参与创建美国共产主义劳工党。1919年—1920年，担任堪萨斯州左翼周刊《工人世界》（Worker's World）的主编，以接替因参加反战活动而被捕入狱的堪萨斯州前工团主义者厄尔·白劳德。1920年5月，在美国共产主义劳工党与以查尔斯·埃米尔·鲁登堡为首的美国共产党部分成员合并的会议上，当选新组织的中央执行委员会委员。
1922年，作为美国党的代表赴莫斯科出席共产国际第四次世界大会，在那里被选入共产国际执行委员会主席团，并从8月任职到11月。回国后，担任苏联之友执行委员会委员。并被推举为美国工人党的美国国会纽约第十区候选人。
1924年1月19日，担任美国工人党助理执行秘书，在他所在派别的对手鲁登堡手下工作。被推举为美国工人党的1924年纽约州长候选人。1925年，再次返回莫斯科，作为美国党的代表参加3～4月召开的共产国际执行委员会第五次扩大全会。

## 转向托洛茨基主义
1928年，在赴莫斯科参加共产国际第六次大会时，偶然间接触到托洛茨基批判共产国际路线的文章。被其中的论据说服，试图在美国共产党内组织左翼反对派。这导致他及其赞同者马克斯·沙赫特曼以及马丁·阿伯恩（Martin Abern）于1928年10月27日被开除出党。
坎农、沙赫特曼与阿伯恩在共产党外创建了新党“美国共产主义联盟”，并开始出版《战斗报》（The Militant）。他们以希特勒粉碎德国共产主义运动这一事件为根据，证明受到斯大林摆布的共产国际既不能在国际上起到革命性的作用，也无法进行内部改革。因此，新的国际、新的党是必需的。这意味着他们认为共产主义者同盟不再是共产党的一个派别，而是未来无产阶级革命政党的中坚力量。这也意味着他们更倾向于从振兴社会主义和工人运动的角度提出问题。共产主义者同盟虽然是一个小组织——最初只有坎农、沙赫特曼与阿伯恩这三个“无兵之将”——却争取到了美国共产党在明尼阿波利斯和圣保罗的大多数支部。因此，当工人运动在20世纪30年代初复苏之后，共产主义者同盟将自己的理念在明尼阿波利斯和圣保罗两座城市付诸行动，并在1934年组织的历史性罢工之后，通过自己的影响力在国际卡车司机兄弟会迅速发展起来。与沙赫特曼一起指导共产主义者同盟日常工作的坎农在这场罢工中发挥了重要作用。

## 在社会主义工人党
1937年12月31日，参与创建美国社会主义工人党并当选该党首任全国书记。他不但是社会主义工人党的活跃分子，还是第四国际与国际托洛茨基主义运动的领袖，并于1938年赴英国，协助当地小组达成统一。结果是一个拼凑起来却又迅速瓦解的“革命社会主义者同盟”。
1940年，沙赫特曼与相当一部分社会主义工人党党员认为斯大林在苏联建立了一个新的官僚阶级；坎农与托洛茨基则认为，尽管存在着斯大林的独裁统治与入侵芬兰这些事实，还是应该捍卫苏联。这一争端收录于坎农的《为无产阶级政党而斗争》与托洛茨基的《保卫马克思主义》。然而，斯大林图谋惩罚背叛其掌中玩物——第三国际的坎农和托洛茨基。斯大林的格别乌杀手暗害了托洛茨基，而在很大程度上被苏联控制并支持美国政府参战的美国共产党支持美国政府以“史密斯法案”起诉准备发动工人阶级反对战争的坎农等美国托洛茨基主义者。但甚至在被以“阴谋推翻政府”定罪和关押的时候，他对社会主义工人党的影响力依旧不减。他定期写信给党的领导人，例如，建议改变党关于华沙起义的路线。坎农的书《狱中来信》收录了许多这些信件。
战后，重返社会主义工人党的领导岗位，直到1953年将全国书记一职转交给法雷尔·多布斯（Farrell Dobbs）。20世纪50年代中期，移居加利福尼亚州。却仍是社会主义工人党政治委员会的活跃成员。1952年，相当深的卷入了社会主义工人党和第四国际的分裂事件。他在引导公众支持社会主义工人党与第四国际的国际委员会派方面起到了主要作用；并支持了两方在1963年最终统一，这导致了第四国际统一书记处（The United Secretariat of the Fourth International）的建立。

## 逝世与遗产
1974年8月21日，逝世于洛杉矶，享年84岁。他的文章收藏于麦迪逊的威斯康星州历史学会，并以缩微胶卷的形式进行馆际互借。